# Huidenstraattruc
De Huidenstraattruc, in zijn originele vorm, was een juridische truc die eind jaren zeventig tot begin jaren tachtig door huiseigenaren in Nederland werd gebruikt om krakers uit hun pand te verwijderen zonder ze persoonlijk te hoeven dagvaarden.

## Problemen met krakers
Een arrest van de Hoge Raad uit 1971 had ervoor gezorgd dat het kraken van leegstaande panden in Nederland niet langer strafbaar was. Volgens artikel 138 van het Wetboek van Strafrecht (met de bijnaam huisvredebreuk) was het niet toegestaan een pand te kraken dat door iemand anders in gebruik is. De Hoge Raad meende echter dat een leegstaand pand niet 'in gebruik' kan zijn. Krakers kregen zo dus vrij spel. Door middel van een dagvaarding van de krakers was het vaak toch mogelijk de krakers uit het pand te verwijderen. In de praktijk was het echter moeilijk krakers te dagvaarden omdat zij hun identiteit geheim probeerden te houden.

## Juridische truc
Advocaat Kingma heeft in de jaren zeventig een juridische constructie bedacht, waarbij het mogelijk was een pand te laten ontruimen zonder dat de krakers werden gedagvaard. In dit geval wordt de eigenaar van het bezette pand aangeklaagd wegens contractbreuk. De eigenaar zou vóór de kraak het pand hebben verkocht, met de belofte het leegstaand op te leveren. De koper klaagt bij de rechter dat het pand nog niet leegstaat, waarop deze het pand laat ontruimen. 'Toevalligerwijs' betekent dat, dat de krakers zonder kosten worden verwijderd.
De truc zit hem hierin, dat er geen sprake is van een echte verkoop, noch dat koper en verkoper twee verschillende partijen vormen. Volgens het recht is een mondeling contract evenveel waard als een schriftelijk contract. Omdat zowel koper als verkoper het bestaan van het contract bevestigt, gelooft de rechter hen (dit valt onder het lijdelijkheidbeginsel). In feite kan ervan uit worden gegaan dat het contract nooit heeft bestaan en dat de koper en verkoper onder één hoedje spelen.
Volgens ditzelfde lijdelijkheidsbeginsel plaatsen de twee partijen de krakers in het kamp van de gedaagde (de verkoper), terwijl hier duidelijk geen sprake van kan zijn: daar waar de krakers willen blijven zitten, wil de eigenaar van het pand ze weg hebben.
Er zijn wat betreft huurrecht nog enkele ´Huidenstraat-plustrucs', die allemaal samenhangen met het opeisen van een met huurders verkocht pand 'voor eigen gebruik'.

### Naamgeving
Nadat Kingma deze truc in 1974 had toegepast met betrekking tot een pand aan de Keizersgracht, heeft hij hem in 1980 opnieuw toegepast voor dezelfde vastgoedeigenaar, ditmaal voor een pand in de Huidenstraat te Amsterdam.

## Kritiek
Er is veel kritiek op de rechterlijke macht geweest over hun omgang met deze truc. Volgens sommigen mag de rechter nooit, ondanks het lijdelijkheidsbeginsel, een leugen die door beide partijen bevestigd wordt voor waar aannemen. Ook mag een uitspraak in principe geen consequenties hebben voor een derde partij. In het geval van de krakers is hier wel sprake van: zij worden ontruimd.
De Hoge Raad heeft daarom in 1983 besloten dat een verzonnen contract, enkel bedoeld om de krakers te ontruimen, niet rechtsgeldig is. In de praktijk is het echter moeilijk aan te tonen dat het contract nooit bestaan heeft.

## O'68
De Huidenstraattruc werd begin jaren tachtig voor het eerst in Nijmegen gebruikt in combinatie met huur in plaats van koop. Het studentendispuut C.D. Panacee huurde het pand aan de Oranjesingel 68 (O'68) en vorderde een lege oplevering, waartegen de eigenaar geen verweer voerde. De kraakbeweging spanden vervolgens een executiegeschil aan door middel van de stichting ZoRoT ("Zonder Recht of Titel") om het noemen van namen te voorkomen. Deze stichting verloor omdat zij officieel geen partij was, maar ook omdat de rechter concludeerde dat de huurovereenkomst geen schijnvertoning was. Voorafgaande aan de uitspraak door de rechter waren er reeds grote betogingen in de stad tegen de Huidenstraattruc onder het motto "O'68 moet blijven". De sfeer in Nijmegen was nog steeds grimmig vanwege de recente Piersonrellen. Na de rechterlijke uitspraak werden alle ruiten van het kantongerecht aan de Oranjesingel ingegooid en waren er ongeregeldheden en valse bommeldingen. De burgemeester weigerde aanvankelijk om het pand met behulp van politie te ontruimen vanwege de aanstaande Nijmeegse Vierdaagse. Na de vierdaagse vond de ontruiming plaats met inzet van enkele ME-pelotons. Tot op de dag van vandaag zijn studenten van het dispuut C.D. Panacee in O'68 gevestigd. In 2008 hebben zij het pand gekocht.

## Huidenstraattruc overbodig
Sinds de leegstandswet uit begin jaren tachtig is het mogelijk om krakers anoniem te dagvaarden. Hierdoor heeft de Huidenstraattruc zijn belang verloren en wordt daarom niet meer toegepast. Wel wordt de Huidenstraathuur nog steeds gebruikt om van huurders af te komen na verkoop. Hier gaat het niet om de anonimiteit, maar de huurders worden wel inzet gemaakt van een 'conflict' tussen eigenaren, en delven het onderspit wegens prevalerende belangen van beide partijen. Vandaar het verband.

## Referentie
1. ↑  Nederlands Juristenblad, 1971, p. 385
2. ↑  Artikel met verdere uitleg